# Рака Святой Урсулы
Рака Святой Урсулы (нидерл. Ursulaschrijn) — выдающееся произведение искусства эпохи Северного Возрождения. Небольшой деревянный, резной и позолоченный реликварий архитектонического типа, изготовленный в виде миниатюрного готического храма с пинаклями, фиалами, двускатной крышей, флероном и крестоцветами на вершине. Хранится в зале Капитула музея «Госпиталь Святого Иоанна» (Oud Sint-Janshospitaal) («Музей Мемлинга») фламандского города Брюгге (ныне Бельгия).

## История
В 1479 году братья и сёстры монашеской общины Госпиталя Святого Иоанна, Агнес Каземброот, Якоб де Кеунинк и Ян Флорейнс (Agnes Casembroot, Jacob de Ceuninck, Jan Floreins), вместо старой небольшой раки заказали живописцу Хансу Мемлингу новый реликварий (раку) для помещения мощей Святой Урсулы. Реликвии привезены из Святой земли канцлером бургундского герцога Карла Смелого Ансельмом Адорном.
Выдающийся фламандский живописец Ханс Мемлинг работал в те годы для монастыря, где до настоящего времени находятся его произведения. Он и расписал реликварий масляными красками в 1482—1489 годах сценами из жития Святой Урсулы. По углам святыни вырезаны из дерева фигурки четырёх заказчиков-покровителей, оплативших часть работы, в образах святых Иакова, Иоанна Богослова, Агнесы и Елизаветы Венгерской. 21 октября 1489 года в Брюгге в присутствии епископа состоялась церемония вложения реликвии в Госпиталь Святого Иоанна. С тех пор шедевр не покидал своего места. Сокровище пережило наполеоновское нашествие XVIII века и две мировых войны XX века.
В день Святой Урсулы ежегодно 21 октября сёстры монастыря совершают шествие с ракой Св. Урсулы.

## Композиция и сюжеты росписи
На скатах «крыши» реликвария написаны по три тондо (круглых медальона) с каждой стороны. Приписываемые мастерской Мемлинга, они изображают на одной стороне, согласно легенде, первых одиннадцать дев с Папой Кириаком, кардиналом, епископом и Эфириусом; с другой стороны — сцены Коронования Девы и Пресвятую Троицу. На торцовых сторонах раки написаны образы: «Мадонна с Младенцем» и «Святая Урсула в образе Матери Милосердия и невинные девы». На боковых сторонах, разделённые колонками с арками, имеются шесть живописных панелей (по три с каждой стороны; 87 х 33 см), представляющих сюжеты из истории Св. Урсулы:
- Прибытие в Кёльн
- Прибытие в Базель
- Прибытие в Рим
- Отъезд из Базеля
- Мученичество святых дев
- Мученичество святой Урсулы.

На фоне фигур, изображённых с невероятной тщательностью во «фламандской манере», представлены архитектурные пейзажи, в которых узнаются хорошо известные памятники Северной Германии, например, недостроенный Кёльнский собор. Тончайшую живопись необходимо рассматривать сквозь увеличительное стекло, и тогда становятся видны самые мелкие детали. Ювелирным образом написаны детали костюмов и вооружение, оснастка кораблей и подробности архитектурного фона. В одной и той же картине совмещаются разновременные моменты с участием одних и тех же персонажей. Вместе с этим миниатюры отличаются сочностью красок, будто они написаны только вчера, — достижение фламандской техники масляной живописи того времени — но также чистотой формы и целостностью композиции. Мемлинг создал это произведение незадолго до смерти, и оно показывает вершину его технического мастерства.
Тем не менее среди хора восторженных отзывов на это произведение выделяется подчёркнуто сдержанное отношение к нему со стороны многих живописцев, и среди них авторитетное мнение французского художника и знатока живописи Эжена Фромантена, которое он изложил в знаменитой книге «Старые мастера» (1876): «Я ничего не скажу вам о „Раке Св. Урсулы“, самом знаменитом произведении Мемлинга, но неправильно признаваемом за самое лучшее. Это миниатюра, выполненная масляными красками, весьма искусная, наивная, изысканная в некоторых деталях, ребяческая во многих других, плод волшебного вдохновения, но, по правде говоря, работа довольно-таки мелочная. В этой картине живопись не только не продвинулась вперёд, но даже возвратилась как бы вспять по сравнению с живописью ван Эйка и даже ван дер Вейдена».

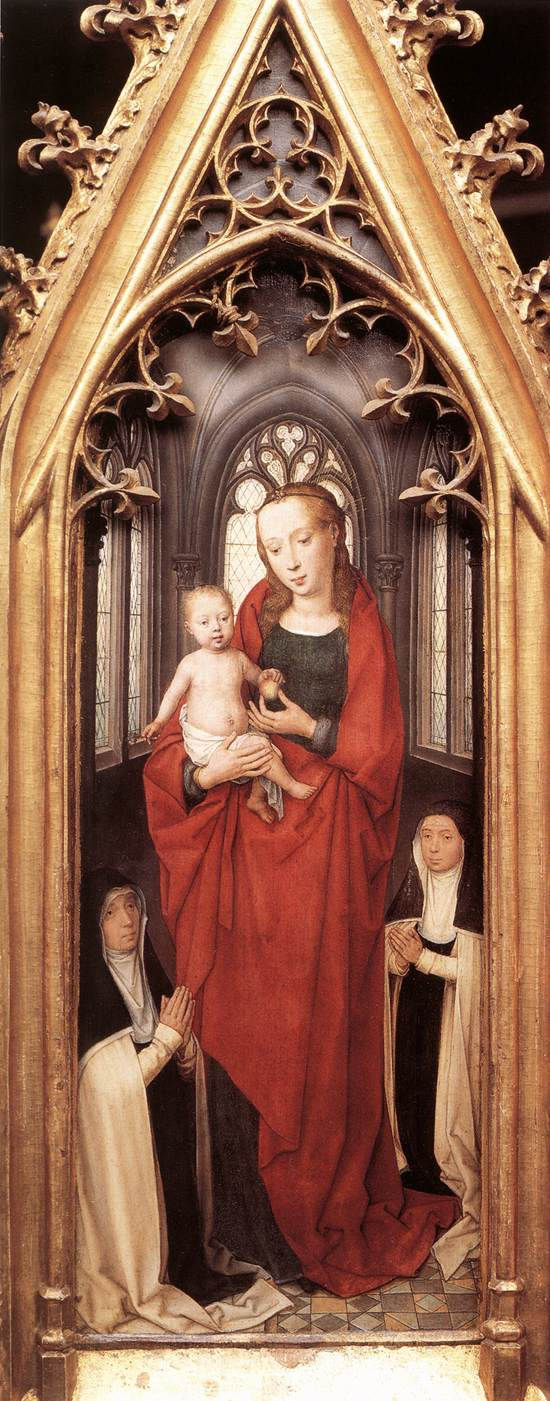
Мадонна с Младенцем и донаторами
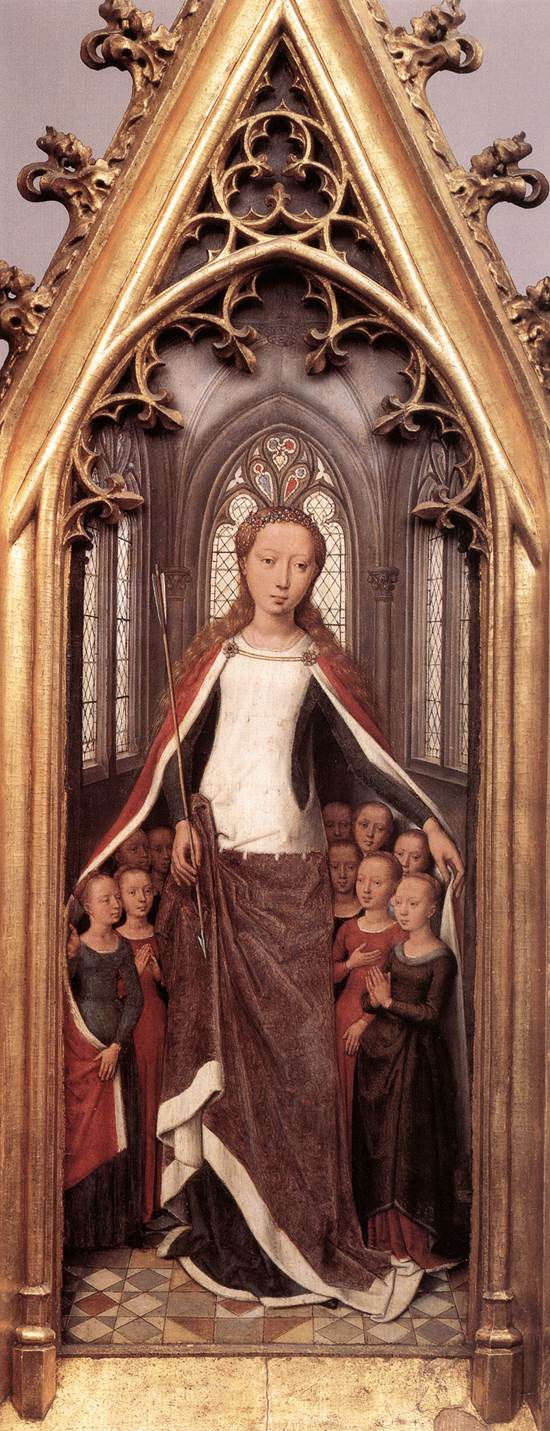
Святая Урсула в образе Матери Милосердия и невинные девы
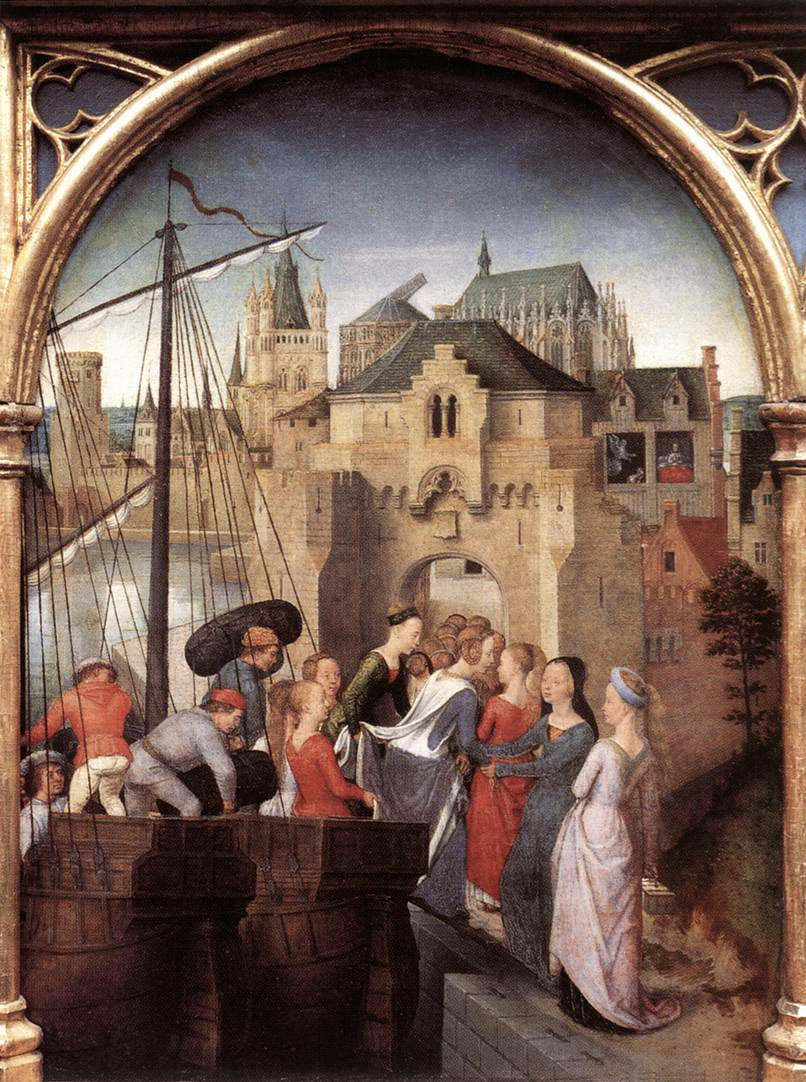
Сцена 1. Прибытие в Кёльн
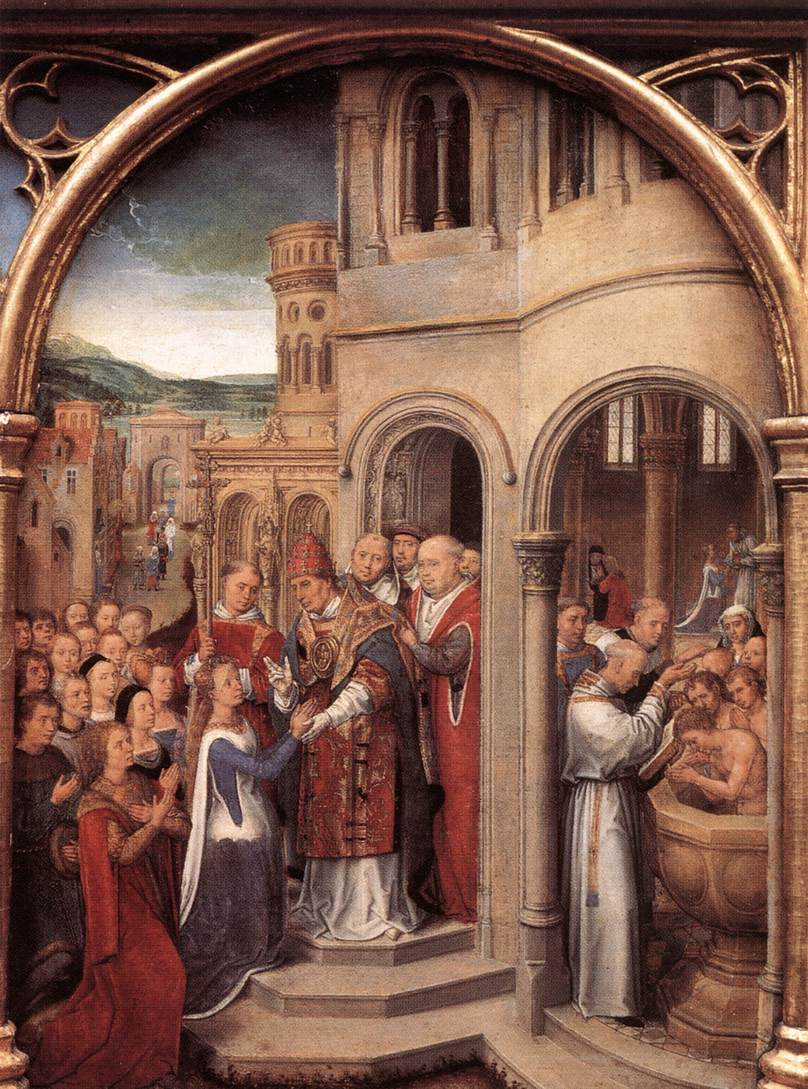
Сцена 3. Прибытие в Рим
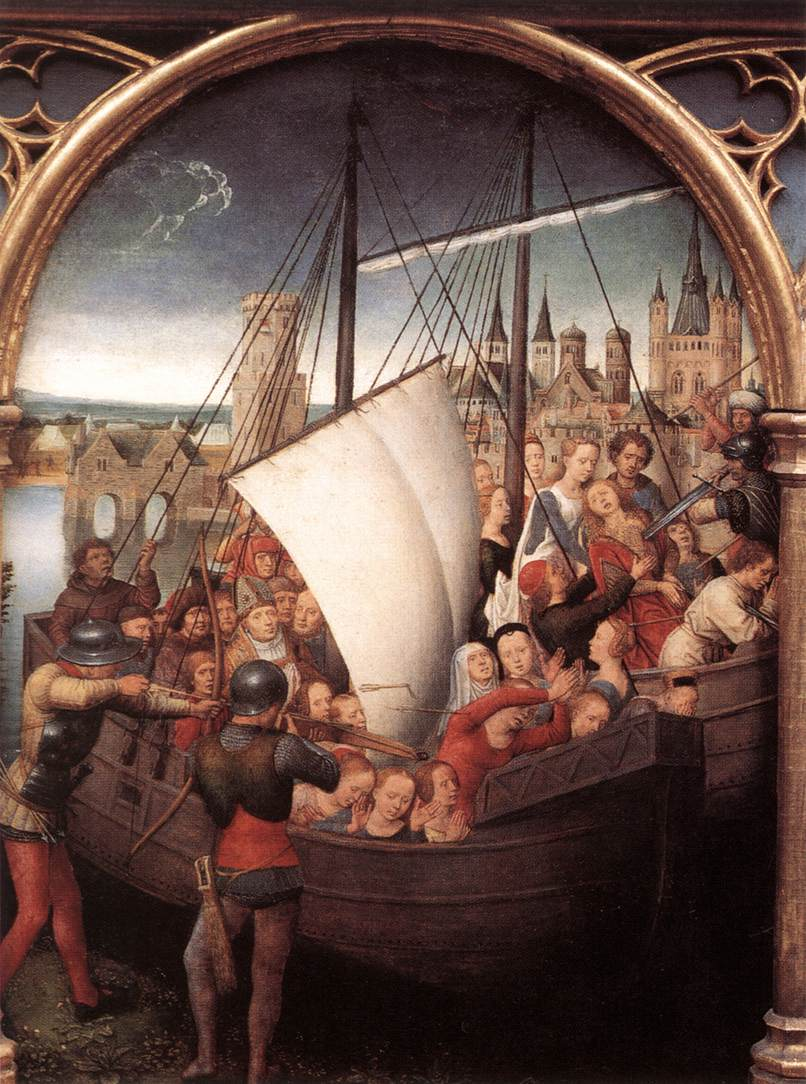
Сцена 5. Mученичество святых дев
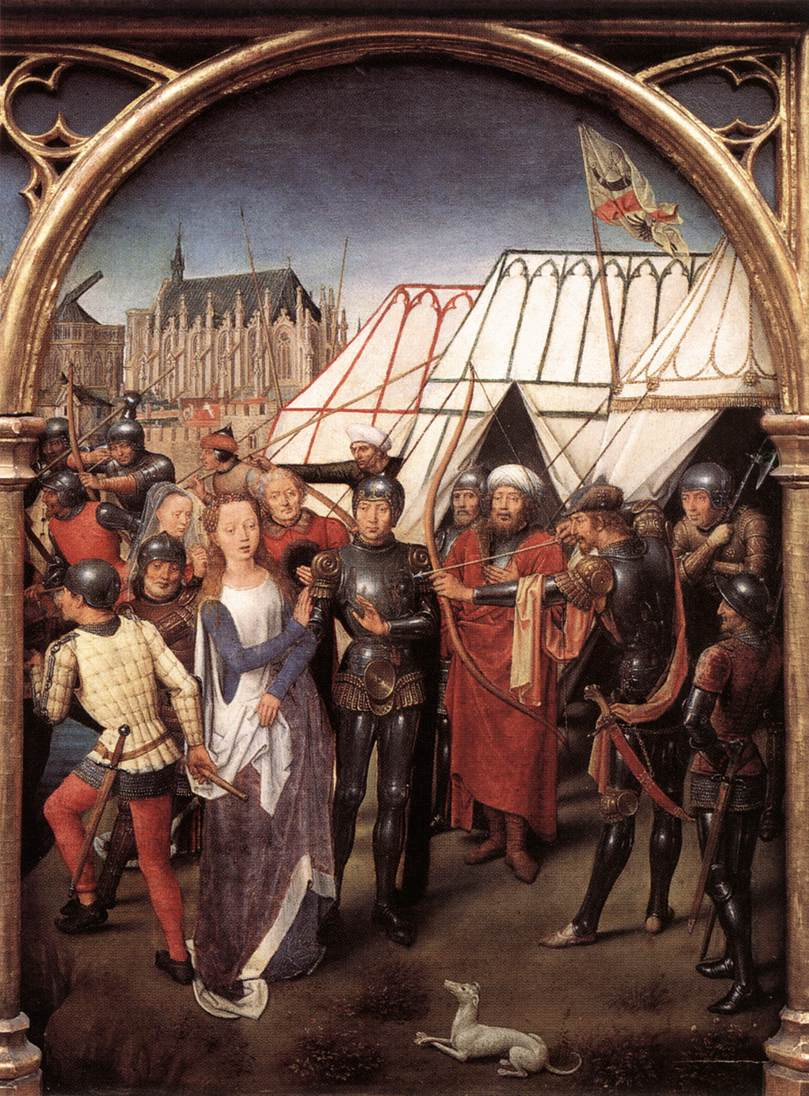
Сцена 6. Мученичество Святой Урсулы